# میکائیل فاکینتی
میکائیل فاکینتی (زاده ۱۵ فوریه ۱۹۹۱)، بازیکن فوتبال اهل سوئیس است که آخرین بار به عنوان مدافع چپ برای سیون بازی می‌کرد.

## زندگی شخصی
هنگامی که فاکینتی ۱۸ ساله بود؛ مادرش خودکشی کرد و او مجبور به مراقبت از خواهر و برادرش شد. او ایتالیایی‌تبار است و از طریق مادربزرگش به تبار آلمانی می‌رسد.